# Distretto di Ševčenkove
Il distretto di Ševčenkove (in ucraino Шевченківський район?) era un distretto (rajon) dell'Ucraina, situato nell'oblast' di Charkiv. Il suo capoluogo era Ševčenkove.
È stato soppresso con la riforma amministrativa del 2020.